# Rotrandiger Baumschwamm

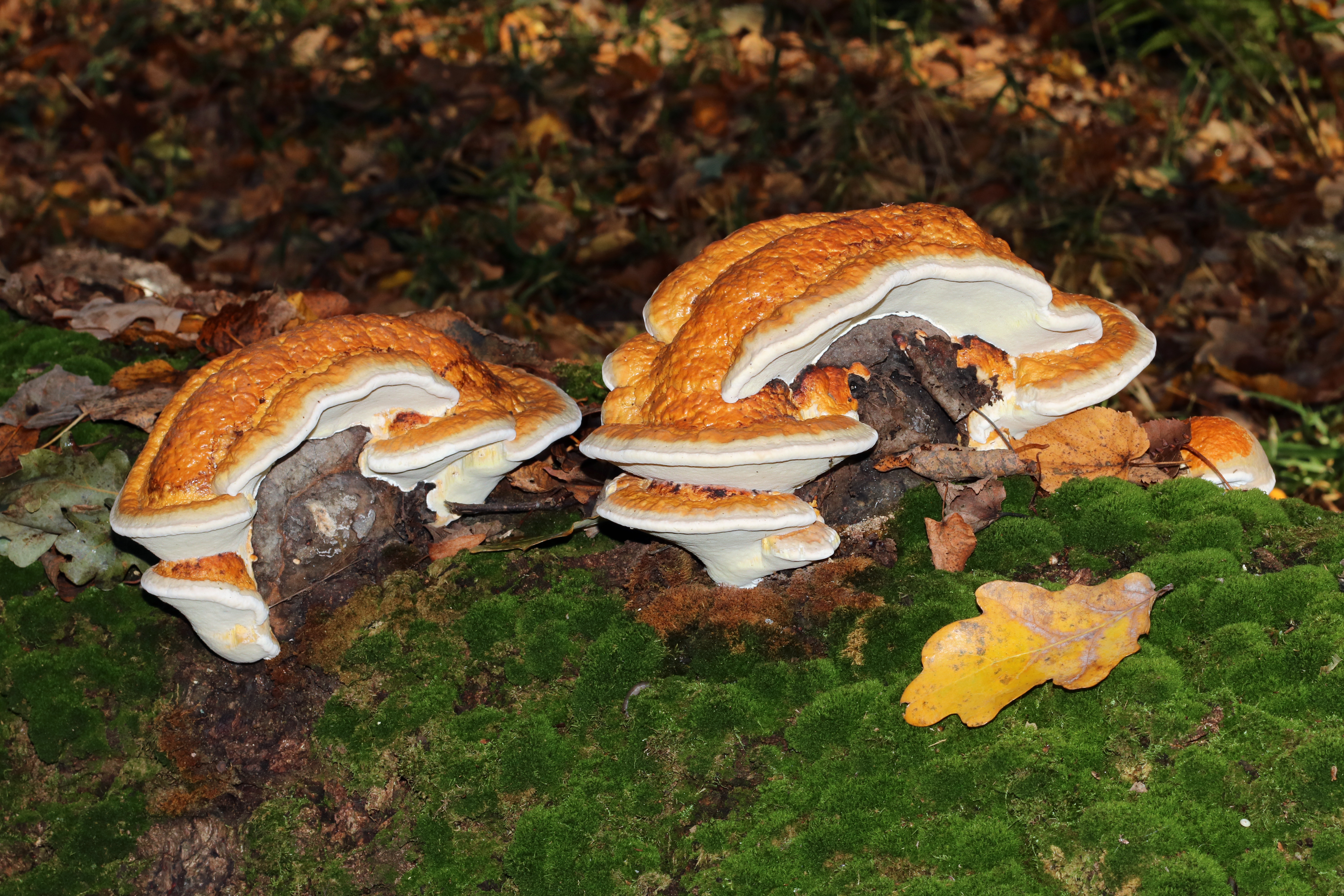
Geotropismus beim Rotrandigen Baumschwamm

Der Rotrandige Baumschwamm (Fomitopsis pinicola) ist eine Pilzart aus der Familie der Baumschwammverwandten. Er ist ganzjährig an lebenden oder abgestorbenen Laub- und Nadelbäumen zu finden. Besonders häufig ist sein Vorkommen an Fichten in Gebirgslagen, weshalb er auch als Fichtenporling bezeichnet wird.

## Merkmale

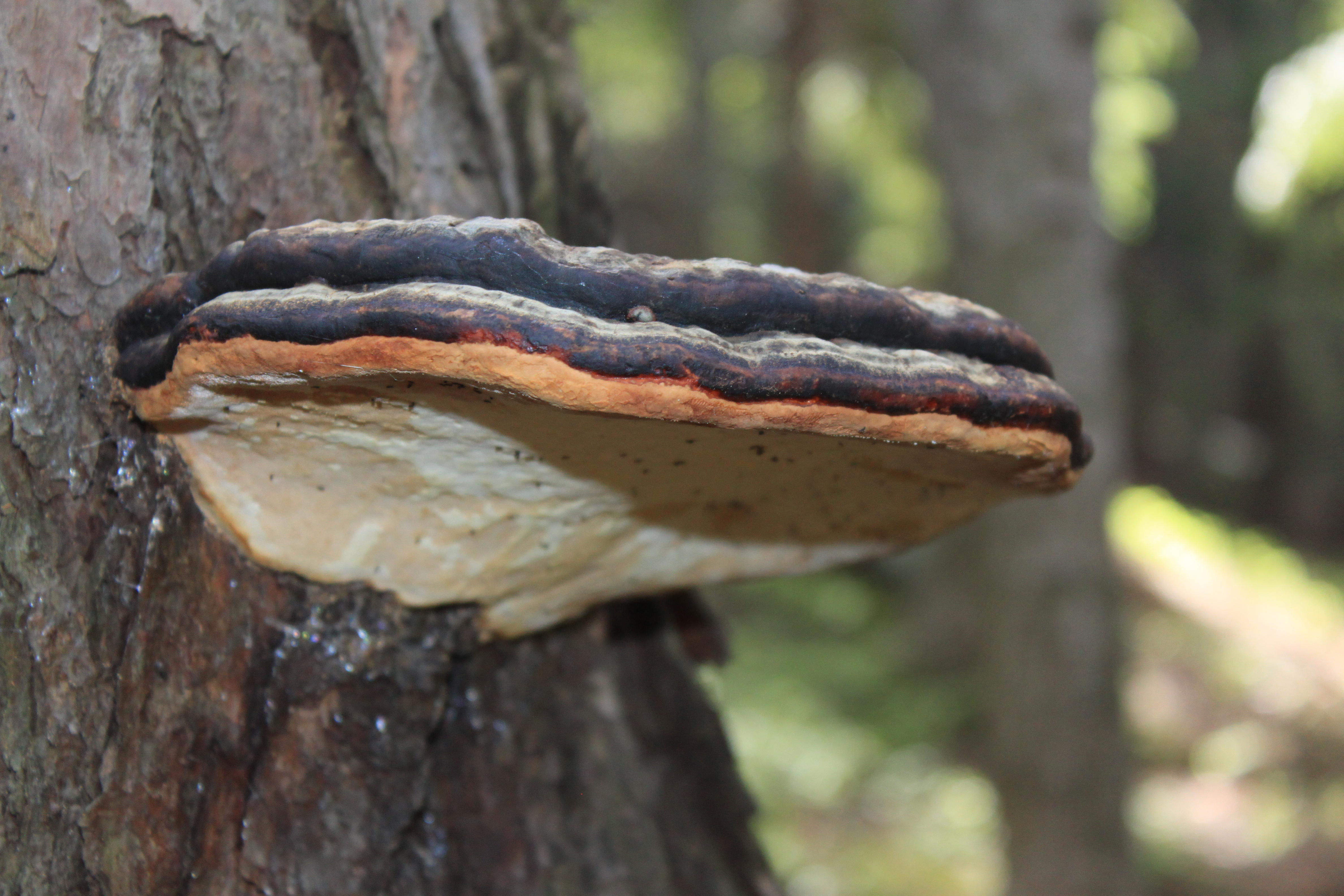
Ein Rotrandiger Baumschwamm in der dritten Wachstumsphase

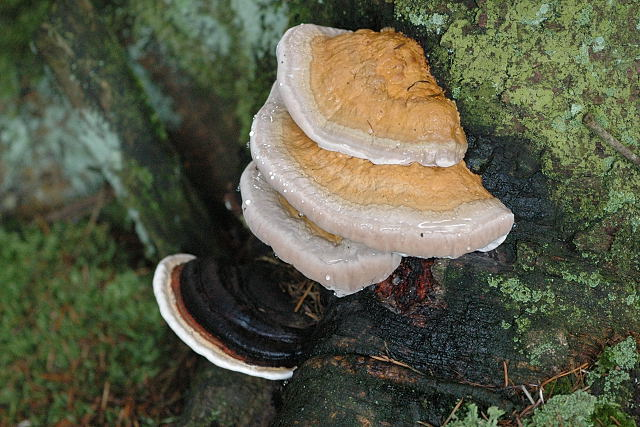
Der Fichtenporling ist in seiner Hutfärbung sehr variabel und besitzt nicht immer einen roten Rand

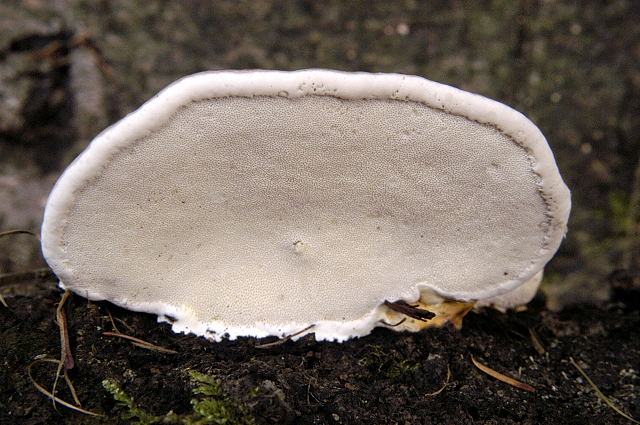
Unterseite des Fichtenporlings

### Makroskopische Merkmale
Der Rotrandige Baumschwamm bildet mehrjährige Fruchtkörper, die bis zu 30 cm breit, 9 cm dick und 15 cm vom Substrat abstehen können. Jung sind sie oft unförmig knubbelig, später halbkreis- oder breit hufförmig. Selten können die Fruchtkörper auch halbresupinat oder resupinat (am Substrat anliegend) ausgebildet sein.
Die Oberseite der Hüte besteht aus einer harten Kruste, die konzentrische Vertiefungen enthält. Die Färbung reicht von kräftig orange über rotbraun und blaugrau bis grauschwarz. Die äußerste Zuwachszone bleibt sehr oft rotgelblich, wodurch der Pilz seinen Namen erhalten hat. Die Kruste schmilzt beim Erhitzen und löst sich in Kalilauge auf.
Die feinen Poren auf der Unterseite sind rundlich geformt. Zunächst sind sie hell zitronengelblich bis ockerfarben, später graubraun gefärbt. Pro Millimeter lassen sich zwei bis sechs Poren zählen. Auf Druck verfärben sie sich bei jungen Fruchtkörpern grau bis violettlich. Bei jungen Pilzen sind zahlreiche Tröpfchen (Guttation) an der Wachstumszone und am Hymenium zu finden. Im Schnitt zeigt sich eine Schichtung der Röhren, die durch die jährlichen Wachstumsschübe entsteht.
Das Sporenpulver ist weiß.
Das Fleisch (Trama) ist sowohl im Hut als auch in den Röhren ocker gefärbt und korkig. Junge Fruchtkörper riechen unangenehm säuerlich.
Die Fruchtkörper des Fichtenporlings weisen Geotropismus auf. Dabei werden die ehemals vertikal stehenden Röhren verschlossen und neue, nunmehr senkrecht verlaufende Röhren ausgebildet.

### Mikroskopische Merkmale
Die Sporen sind mit 6–8 × 3,5–4 Mikrometern lang-elliptisch geformt. Sie besitzen eine glatte Oberfläche.

## Artabgrenzung
Der Rotrandige Baumschwamm ist durch seine rote Randzone bei älteren Fruchtkörpern gut gekennzeichnet, wenn diese vorhanden ist. Ähnlich kann der Zunderschwamm sein, der jedoch keine schmelzbare und KOH-lösliche Kruste besitzt. Verwechslungen mit verschiedenen Lackporlingen können ebenfalls auftreten. Diese haben hingegen braunes Fleisch und braune Sporen.

## Ökologie

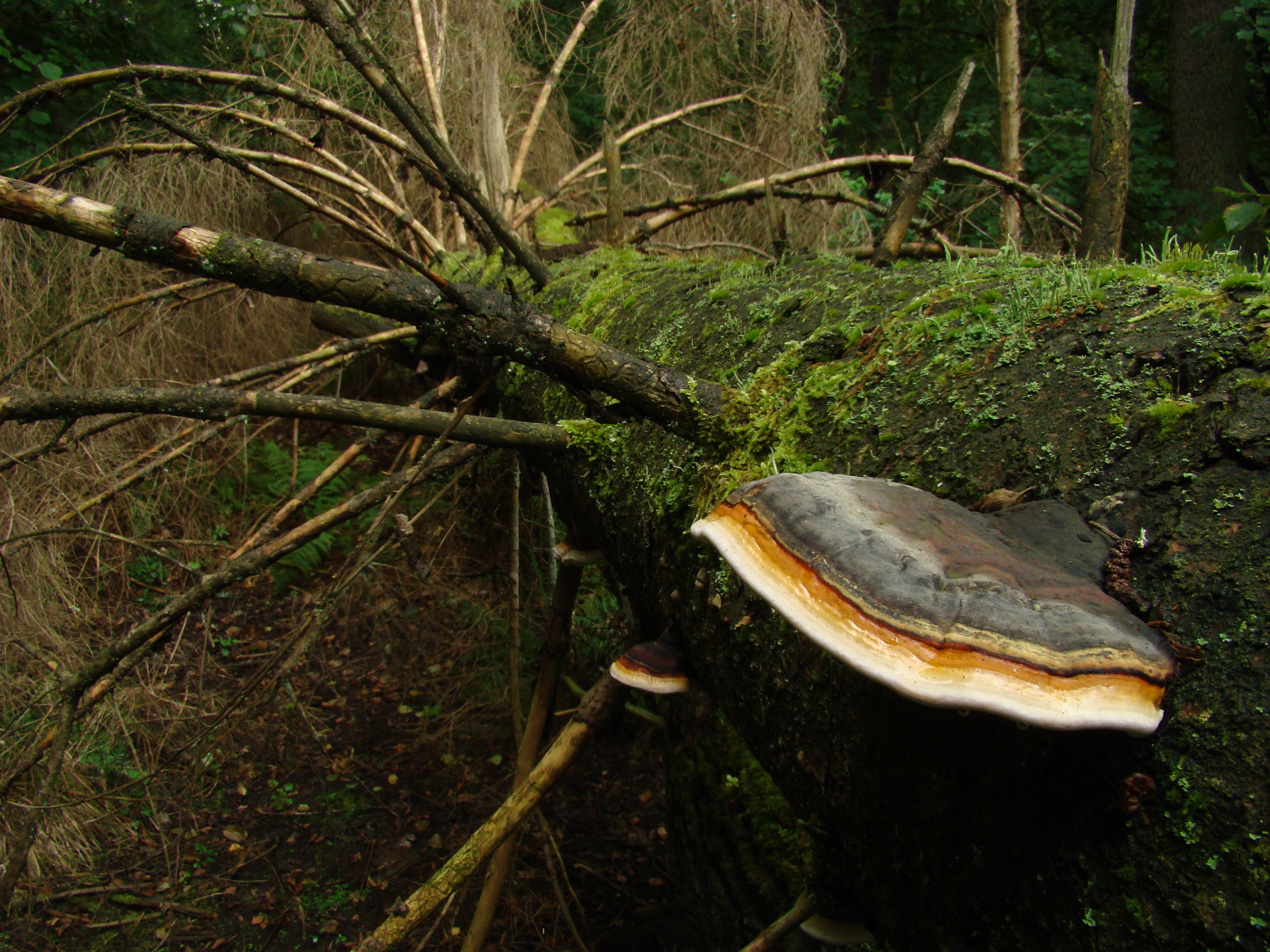
Hier fruktifiziert der Rotrandige Baumschwamm auf einer toten, umgestürzten Fichte

Der Rotrandige Baumschwamm ist in allen Laub-, Nadel- und Mischwäldern zu finden. Auch außerhalb geschlossener Wälder, bei Lichtungen, in Parks und Gärten ist er anzutreffen. Dabei wächst der Pilz an lebendem oder totem Holz wie an stehenden oder liegenden Stämmen, Stümpfen oder Ästen. Dabei tritt der Pilz in allen Phasen der Holzvermorschung auf.
Der Rotrandige Baumschwamm besitzt ein besonders breites Spektrum an Wirtsbäumen; bevorzugtes Substrat ist die Gemeine Fichte. Daneben kommt er vor allem in und an Rotbuche, Weißtanne, Waldkiefer, Birken, Erlen und Apfelbäumen vor. Durch die mehrjährigen Fruchtkörper ist er ganzjährig zu finden.
Im von seinem Myzel befallenen Holz verursacht er durch vorherrschenden Abbau von Zellulose und Hemizellulosen eine „würfelige Braunfäule“ („Würfelbruch“).
Alte Fruchtkörper werden oft vom Birkenporling-Kissenpustelpilz besiedelt.

## Verbreitung
Der Rotrandige Baumschwamm ist in der gesamten Holarktis verbreitet. Außerdem ist er in Südasien in Pakistan, Indien, Nepal und auf den Philippinen sowie in Mittel- und Südamerika in Guatemala, auf Haiti und Kuba zu finden. In der Holarktis ist er meridional bis boreal verbreitet. Der Rotrandige Baumschwamm ist in Nordamerika von Alaska bis Mexiko, in Europa, in Nordafrika in Marokko und in Asien in der Türkei und im Kaukasus, in China und Japan sowie auf der Halbinsel Kamtschatka anzutreffen.
In Europa ist der Pilz vom Mittelmeer bis zum Nordkap verbreitet. Nach Osten reicht das Gebiet bis zum Ural, der geografischen Grenze. Dabei ist er vor allem in den Nadelwaldregionen anzutreffen. In Deutschland ist er weit und relativ dicht verbreitet. Etwas geringer sind die Vorkommen im Nordwesten.